# The Classical Conspiracy
The Classical Conspiracy je záznam koncertu nizozemské symfonic-metalové, progressive metalové a gothic-metalové kapely Epica, který byl vydán 8. května 2009 u vydavatelství Nuclear Blast.

## Seznam skladeb

### CD1
1. Palladium
2. Dies Irae (z Rekviem, G. Verdi)
3. Ombra Mai Fu (z opery Xerxes, G. F. Händel)
4. Adagio (Symfonie č. 9, A. Dvořák)
5. Spider-Man Medley
6. Presto (Čtvero ročních dob, A. Vivaldi)
7. Montagues and Capulets (z baletu Romeo a Julie, S. Prokofjev)
8. The Imperial March (Star Wars Episoda V, J. Williams)
9. Stabat Mater dolorosa (Stabat Mater, G. B. Pergolesi)
10. Unholy Trinity (Huts)
11. In the Hall of the Mountain King (z básně Peer Gynt, E. H. Grieg)
12. Pirates of the Caribbean Medley (Evropská verze, H. Zimmer, K. Badelt)
13. Indigo
14. The Last Crusade
15. Sensorium
16. Quietus
17. Chasing the Dragon
18. Feint

### CD2
1. Never Enough
2. Beyond Belief
3. Cry for the Moon
4. Safeguard to Paradise
5. Blank Infinity
6. Living a Lie
7. The Phantom Agony
8. Sancta Terra
9. Illusive Consensus
10. Consign to Oblivion

## Obsazení
- Simone Simons – mezzosoprán
- Mark Jansen – kytara, growling, screaming
- Ad Sluijter – kytara
- Coen Janssen – piano, klávesy
- Yves Huts – basová kytara
- Ariën van Weesenbeek – bicí

### Hosté
- The Extended Reményi Ede Chamber Orchestra, vedený Zsoltem Regosem
- The Choir of Miskolc National Theatre
- Oliver Palotai – orchestrální prvky